# 连生乡
连生乡，是中华人民共和国黑龙江省鹤岗市绥滨县下辖的一个乡镇级行政单位。

## 行政区划
连生乡下辖以下地区：
吉合村、长春村、长安村、西山村、新生村、连生村、靠山村、长山村、长胜村、长乐村、连礼村、凤鸣村、望江村、义和村、太和村和农乡村。